# Yvonne Losos de Muñiz
Yvonne Losos de Muñiz (8 de septiembre de 1967) es una jinete dominicana que compitió en la modalidad de doma. Ganó dos medallas de bronce en los Juegos Panamericanos, en los años 2003 y 2007.

## Palmarés internacional
| Juegos Panamericanos | Juegos Panamericanos            | Juegos Panamericanos | Juegos Panamericanos |
| Año                  | Lugar                           | Medalla              | Categoría            |
| -------------------- | ------------------------------- | -------------------- | -------------------- |
| 2003                 | Santo Domingo (Rep. Dominicana) | Medalla de bronce    | Individual           |
| 2007                 | Río de Janeiro (Brasil)         | Medalla de bronce    | Individual           |